# Coupe de France 1949/50
Het seizoen 1949/50 was het 33e seizoen van de Coupe de France in het voetbal. Het toernooi werd georganiseerd door de Franse voetbalbond.
Dit seizoen namen er 970 clubs aan deel (11 minder dan de record deelname in het vorige seizoen). De competitie ging in de zomer van 1949 van start en eindigde op 14 mei 1950 met de finale in het Stade Olympique Yves-du-Manoir in Colombes. De finale werd gespeeld tussen Stade Reims (voor de eerste keer finalist) en RC Paris (voor de zevende keer finalist -inclusief 1930 als Racing Club de France). Stade Reims versloeg RC Paris met 2-0. Bram Appel was de eerste Nederlander die in een finale van de Coupe de France aantrad en als speler van Stade Reims ook de beker won.

## Uitslagen

### 1/32 finale
De wedstrijden werden op 7 (AS Béziers - GSC Marseille II) en 8 januari gespeeld.
| Winnaar              | Uitslag | Verliezer             |
| -------------------- | ------- | --------------------- |
| Stade Reims          | 2-1     | FC Nancy              |
| RC Paris             | 2-0     | Olympique Alès        |
| AS Troyes-Savinienne | 1-0     | US Viesly             |
| Olympique Nîmes      | 2-1     | Toulouse FC           |
| UA Sedan Torcy       | 4-1     | OGC Nice              |
| Lille OSC            | 3-1     | AS Saint-Étienne      |
| RCFC Besançon        | 5-1     | ASC Paris Sud-Est     |
| FC Sochaux           | 5-1     | EA Guingamp           |
| AS Cannes-Grasse     | 1-0     | AC Amiens             |
| FC Sète              | 5-3     | RC Arras              |
| Stade Rennes         | 9-0     | US Pont-de-Chéruy     |
| Girondins Bordeaux   | 7-0     | FC Gueugnon           |
| CA Montreuil         | 2-1     | US Valenciennes-Anzin |
| AS Béziers           | 2-1     | GSC Marseille II      |
| AS Monaco            | 2-1     | Olympique Marseille   |
| Le Havre AC          | 2-0     | Sporting Toulon       |

| Winnaar                 | Uitslag | Verliezer            |
| ----------------------- | ------- | -------------------- |
| US Saint-Gaudens        | 2-1     | US Bruay             |
| SM Caen                 | 3-2     | AS Roanne            |
| US Revel                | 3-2     | US Quevilly          |
| FC Rouen                | 2-0     | FC Strasbourg 06     |
| Arago Sport Orléans     | 1-0     | CA Le Puy            |
| US Nœux-les-Mines       | 3-0     | CS Jean Bouin Angers |
| SO Montpellier          | 2-0     | FC Dieppe            |
| La Bastidienne Bordeaux | 3-2     | RC Lens              |
| Stade Français-Red Star | 2-0     | Stade Quimper        |
| RC Strasbourg           | 3-0     | USA Limoges          |
| FC Nantes               | 2-0     | US Belfort           |
| CA Paris                | 2-0     | CO Roubaix-Tourcoing |
| RC Vichy                | 4-1     | SPN Vernon           |
| AS Française Paris      | 3-1     | FC Lorient           |
| FC Metz                 | 3-1     | Lyon OU              |
| ES Bully                | 1-0     | SC Draguignan        |

### 1/16 finale
De wedstrijden werden op 5 februari gespeeld, de enige beslissingswedstrijd op 9 februari.
| Winnaar              | Uitslag     | Verliezer               |
| -------------------- | ----------- | ----------------------- |
| Stade Reims          | 7-0         | US Saint-Gaudens        |
| RC Paris             | 2-0         | SM Caen                 |
| AS Troyes-Savinienne | 4-2         | US Revel                |
| Olympique Nîmes      | 3-1         | FC Rouen                |
| UA Sedan Torcy       | 1-0         | Arago Sport Orléans     |
| Lille OSC            | 9-0         | US Nœux-les-Mines       |
| RCFC Besançon        | 1-1 nv; 6-1 | SO Montpellier          |
| FC Sochaux           | 3-0         | La Bastidienne Bordeaux |

| Winnaar            | Uitslag | Verliezer               |
| ------------------ | ------- | ----------------------- |
| AS Cannes-Grasse   | 1-0     | Stade Français-Red Star |
| FC Sète            | 3-2     | RC Strasbourg           |
| Stade Rennes       | 3-1     | FC Nantes               |
| Girondins Bordeaux | 5-0     | CA Paris                |
| CA Montreuil       | 1-0     | RC Vichy                |
| AS Béziers         | 3-1     | AS Française Paris      |
| AS Monaco          | 5-0     | FC Metz                 |
| Le Havre AC        | 3-0     | ES Bully                |

### 1/8 finale
De wedstrijden werden op 26 februari gespeeld, de enige beslissingswedstrijd op 2 maart.
| Winnaar              | Uitslag | Verliezer          |
| -------------------- | ------- | ------------------ |
| Stade Reims          | 5-2     | AS Cannes-Grasse   |
| RC Paris             | 5-2     | FC Sète            |
| AS Troyes-Savinienne | 2-1     | Stade Rennes       |
| Olympique Nîmes      | 4-1     | Girondins Bordeaux |

| Winnaar        | Uitslag     | Verliezer    |
| -------------- | ----------- | ------------ |
| UA Sedan Torcy | 5-3         | CA Montreuil |
| Lille OSC      | 6-0         | AS Béziers   |
| RCFC Besançon  | 0-0 nv; 4-2 | AS Monaco    |
| FC Sochaux     | 2-0         | Le Havre AC  |

### Kwartfinale
De wedstrijden werden op 19 maart gespeeld, de enige beslissingswedstrijd op 23 maart.
| Winnaar              | Uitslag        | Verliezer      |
| -------------------- | -------------- | -------------- |
| Stade Reims          | 2-0            | UA Sedan Torcy |
| RC Paris             | 2-0            | Lille OSC      |
| AS Troyes-Savinienne | 1-1 nv; 3-2 nv | RCFC Besançon  |
| Olympique Nîmes      | 4-3 nv         | FC Sochaux     |

### Halve finale
De wedstrijden werden op 16 april gespeeld.
| Winnaar     | Uitslag | Verliezer            |
| ----------- | ------- | -------------------- |
| Stade Reims | 6-2     | AS Troyes-Savinienne |
| RC Paris    | 3-0     | Olympique Nîmes      |

### Finale
De wedstrijd werd op 14 mei 1950 gespeeld in het Stade Olympique Yves-du-Manoir in Colombes voor 61.722 toeschouwers. De wedstrijd stond onder leiding van scheidsrechter Marius Veyret.
| Winnaar                               | Uitslag | Finalist |
| ------------------------------------- | ------- | -------- |
| Stade Reims                           | 2-0     | RC Paris |
| Francis Méano 81' André Petitfils 83' |         |          |

1917/18 · 1918/19 · 1919/20 · 1920/21 · 1921/22 · 1922/23 · 1923/24 · 1924/25 · 1925/26 · 1926/27 · 1927/28 · 1928/29 · 1929/30 · 1930/31 · 1931/32 · 1932/33 · 1933/34 · 1934/35 · 1935/36 · 1936/37 · 1937/38 · 1938/39 · 1939/40 · 1940/41 · 1941/42 · 1942/43 · 1943/44 · 1944/45 · 1945/46 · 1946/47 · 1947/48 · 1948/49 · 1949/50 · 1950/51 · 1951/52 · 1952/53 · 1953/54 · 1954/55 · 1955/56 · 1956/57 · 1957/58 · 1958/59 · 1959/60 · 1960/61 · 1961/62 · 1962/63 · 1963/64 · 1964/65 · 1965/66 · 1966/67 · 1967/68 · 1968/69 · 1969/70 · 1970/71 · 1971/72 · 1972/73 · 1973/74 · 1974/75 · 1975/76 · 1976/77 · 1977/78 · 1978/79 · 1979/80 · 1980/81 · 1981/82 · 1982/83 · 1983/84 · 1984/85 · 1985/86 · 1986/87 · 1987/88 · 1988/89 · 1989/90 · 1990/91 · 1991/92 · 1992/93 · 1993/94 · 1994/95 · 1995/96 · 1996/97 · 1997/98 · 1998/99 · 1999/00 · 2000/01 · 2001/02 · 2002/03 · 2003/04 · 2004/05 · 2005/06 · 2006/07 · 2007/08 · 2008/09 · 2009/10 · 2010/11 · 2011/12 · 2012/13 · 2013/14 · 2014/15 · 2015/16 · 2016/17 · 2017/18 · 2018/19 · 2019/20 · 2020/21 · 
2021/22 · 2022/23 · 2023/24 · 2024/25 ·